# Meg Cashel
Meghan „Meg“ Cashel ist eine US-amerikanische Theater- und Filmschauspielerin sowie Drehbuchautorin.

## Leben
Cashel machte von 2013 bis 2017 ihre Ausbildung zur Schauspielerin am Stella Adler Acting Studio. Während dieser Zeit schrieb sie gemeinsam mit Alyssa Abraham das Drehbuch zur Webserie Pantiless. Außerdem wirkte sie in einer Reihe von Kurzfilmen mit. So war sie 2018 im Kurzfilm The Brink in der Hauptrolle der Isabel zu sehen. Der Kurzfilm wurde am 9. September 2018 auf dem 48 Hour Film Project gezeigt. 2019 übernahm sie mit der Rolle der Holly Miller eine der Hauptrollen des Films Underneath the Same Moon. Dieser wurde unter anderen am 8. März 2019 auf dem Idyllwild International Film Festival, am 24. März 2019 auf dem Golden State Film Festival und am 12. April 2019 auf dem WorldFest Houston gezeigt. 2021 spielte sie die Rolle der Killian im Tierhorrorfilm Megalodon Rising – Dieses Mal kommt er nicht allein.

## Filmografie (Auswahl)

### Schauspiel
- 2015: Sizzle Stage (Fernsehserie)
- 2016: Stony Hearts (Kurzfilm)
- 2016: Im/perfect (Kurzfilm)
- 2017: Matza Pizza (Fernsehserie, Episode 1x12)
- 2017: Next Question (Kurzfilm)
- 2017: Ten
- 2018: I See Red (Kurzfilm)
- 2018: The Brink (Kurzfilm)
- 2019: Underneath the Same Moon
- 2019: Meg & Mike Sell Drugs (Miniserie)
- 2020: It's Been A While (Kurzfilm)
- 2021: Together (Kurzfilm)
- 2021: The Eulogy (Kurzfilm)
- 2021: Megalodon Rising – Dieses Mal kommt er nicht allein (Megalodon Rising)
- 2021: Samu (Kurzfilm)
- 2022: Milo (Kurzfilm)

### Drehbuch
- 2015: Sizzle Stage (Fernsehserie)
- 2016: Pantiless (Webserie)
- 2021: Together (Kurzfilm)

## Theater (Auswahl)
- 2018: Denim Doves, Sacred Fools Theatre Company
- 2018: Dog See's God, Sherry Theatre
- 2018: Welcome to Illyria, Shakespear Center
- 2019: The Last Croissant, Regie: Rosie Glen-Lambart, Broadwater Main Stage
- 2019: I Decided I'm Fine: A Roach Play, Attic Collective, Second Stage
- Romeo and Juliet, Regie: Ian Hersey, Stella Adler Acting Studio
- Boeing Boeing, Regie: Michael Grenham, Stella Adler Acting Studio
- Ivanov, Regie: Dustin Wills, Stella Adler Acting Studio
- Twelfth Night, Regie: Ian Hersey, Stella Adler Acting Studio
- Once Upon a Mattress, Hingham Theatre Company